# ضهر أبي ياغي
ضهر أبو ياغي أو ضهر أبي ياغي هي إحدى القرى اللبنانية من قرى قضاء البترون في محافظة الشمال. تقع القرية على تلة أو «ضهر» بين قضائي البترون وجبيل. تضم ثلاث عائلات أساسية هي «أبي صالح» و«سركيس» و«شلهوب» وتعرف بنسبة عالية من المثقفين من الأطباء والمحامين ورجال الأعمال الذين كانت لهم مساهمات بارزة في المجتمع المحلي على مستوى القضاء والدولة ككل.